# Villers-sous-Foucarmont
Pour les articles homonymes, voir Villers.
Villers-sous-Foucarmont est une commune française située dans le département de la Seine-Maritime en région Normandie.

## Géographie

### Localisation
|                          | Foucarmont              |                      |
| Callengeville            | Villers-sous-Foucarmont | Saint-Léger-aux-Bois |
| Saint-Germain-sur-Eaulne | Aubermesnil-aux-Érables | Rétonval             |

La commune se trouve dans le pays du Talou, qui correspond aux vallées situées entre le plateau picard et le plateau cauchois.

### Hydrographie
La commune est située dans le bassin Seine-Normandie. Elle est drainée par l'Yères et un bras de l'Yères,,.
L'Yères, d'une longueur de 40 km, prend sa source dans la commune d'Aubermesnil-aux-Érables et se jette  dans la Manche à Criel-sur-Mer, après avoir traversé 14 communes. 

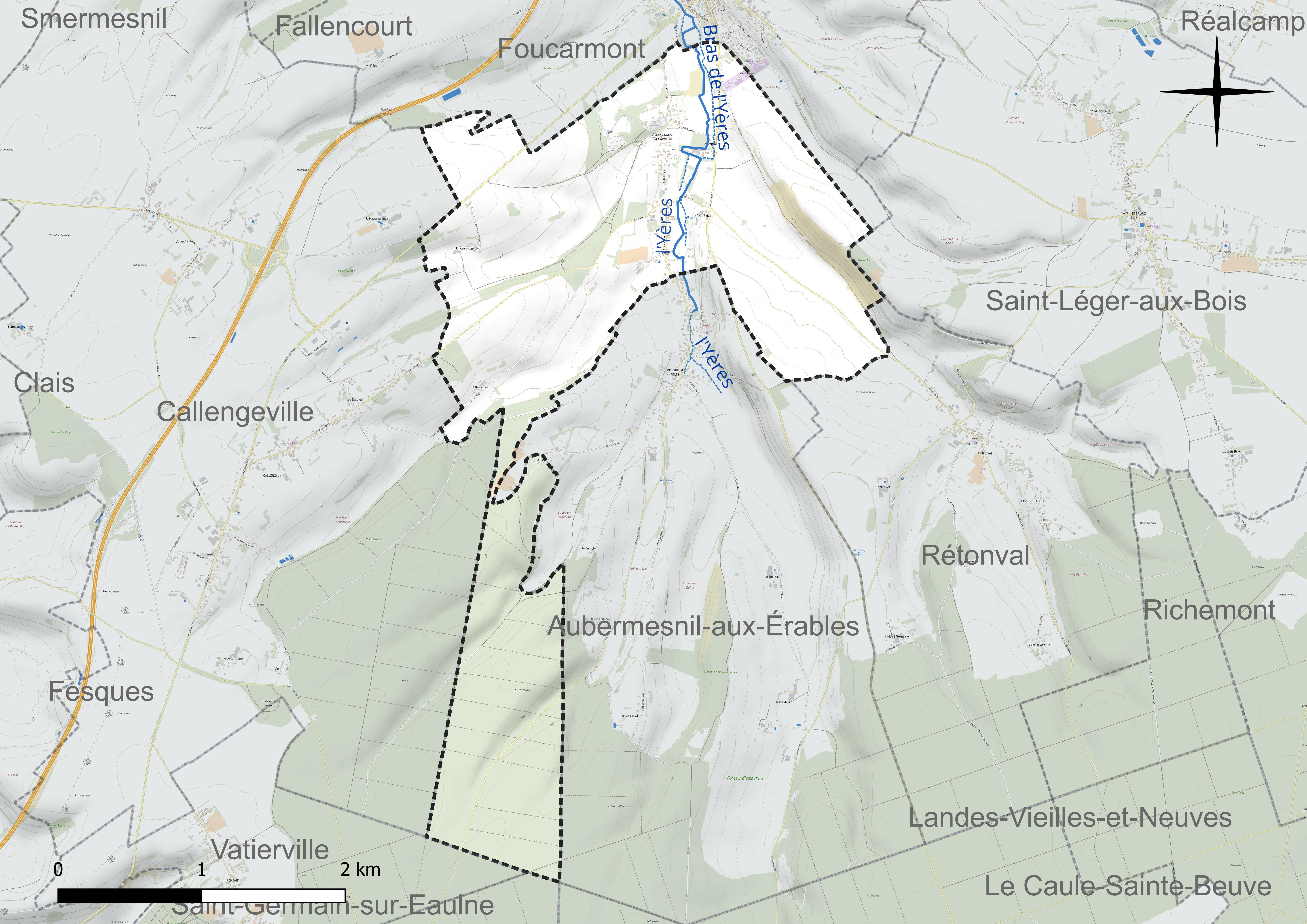
Réseau hydrographique de Villers-sous-Foucarmont.

### Climat
Pour des articles plus généraux, voir Climat de la Normandie et Climat de la Seine-Maritime.
En 2010, le climat de la commune est de type climat des marges montargnardes, selon une étude du CNRS s'appuyant sur une série de données couvrant la période 1971-2000. En 2020, Météo-France publie une typologie des climats de la France métropolitaine dans laquelle la commune est exposée à un climat océanique et est dans la région climatique Côtes de la Manche orientale, caractérisée par un faible ensoleillement (1 550 h/an) ; forte humidité de l’air (plus de 20 h/jour avec humidité relative > 80 % en hiver), vents forts fréquents. Parallèlement le GIEC normand, un groupe régional d’experts sur le climat, différencie quant à lui, dans une étude de 2020, trois grands types de climats pour la région Normandie, nuancés à une échelle plus fine par les facteurs géographiques locaux. La commune est, selon ce zonage, exposée à un « climat contrasté des collines », correspondant au Pays de Bray, bien arrosé et frais.
Pour la période 1971-2000, la température annuelle moyenne est de 10,3 °C, avec une amplitude thermique annuelle de 13,6 °C. Le cumul annuel moyen de précipitations est de 877 mm, avec 13,4 jours de précipitations en janvier et 8,8 jours en juillet. Pour la période 1991-2020, la température moyenne annuelle observée sur la station météorologique la plus proche, située sur la commune de Bouelles à 15 km à vol d'oiseau, est de 10,7 °C et le cumul annuel moyen de précipitations est de 838,4 mm,. Pour l'avenir, les paramètres climatiques de la commune estimés pour 2050 selon différents scénarios d’émission de gaz à effet de serre sont consultables sur un site dédié publié par Météo-France en novembre 2022.

## Urbanisme

### Typologie
Au 1er janvier 2024, Villers-sous-Foucarmont est catégorisée commune rurale à habitat dispersé, selon la nouvelle grille communale de densité à sept niveaux définie par l'Insee en 2022.
Elle est située hors unité urbaine et hors attraction des villes,.

### Occupation des sols
L'occupation des sols de la commune, telle qu'elle ressort de la base de données européenne d’occupation biophysique des sols Corine Land Cover (CLC), est marquée par l'importance des territoires agricoles (72,8 % en 2018), une proportion identique à celle de 1990 (72,8 %). La répartition détaillée en 2018 est la suivante : 
terres arables (39,3 %), forêts (27,1 %), prairies (24,9 %), zones agricoles hétérogènes (8,7 %), zones urbanisées (0,1 %). L'évolution de l’occupation des sols de la commune et de ses infrastructures peut être observée sur les différentes représentations cartographiques du territoire : la carte de Cassini (XVIIIe siècle), la carte d'état-major (1820-1866) et les cartes ou photos aériennes de l'IGN pour la période actuelle (1950 à aujourd'hui).

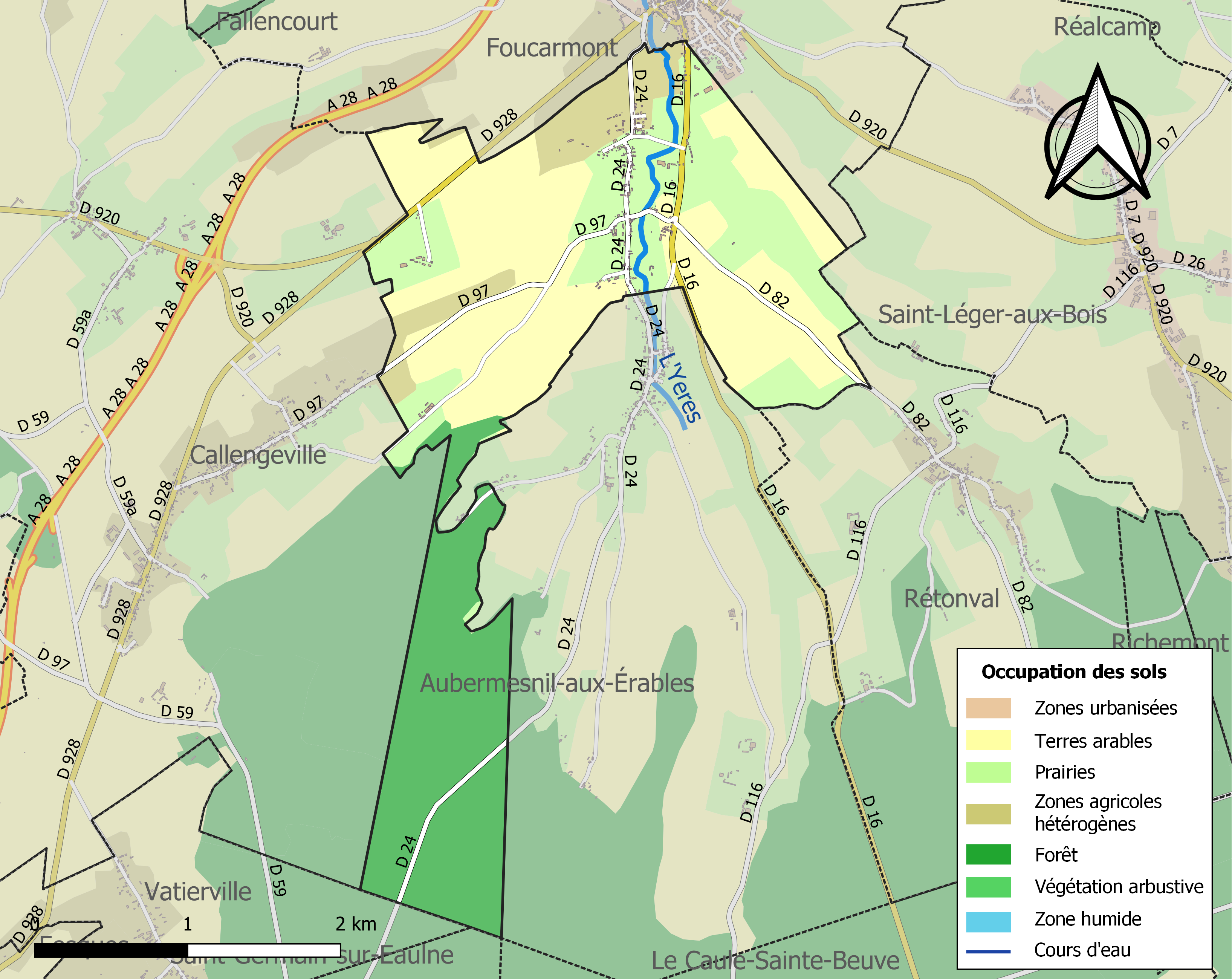
Carte des infrastructures et de l'occupation des sols de la commune en 2018 (CLC).

## Toponymie
Le nom de la localité est attesté sous les formes Ecclesia de Vilers vers 1119 ; Viller en 1139 ; Ecclesia de Villers ultra nemus en 1181 et 1182 ; Ecclesia de Vivelers 1181 et 1189 ; de Vilers en 1203 ; Vilers en 1231 ; Ecclesia de Vilers vers 1240 ; Villiers en 1337, 1431, 1433 et en 1460 ; Ecclesia de Villaribus supra Foucarmont en 1434 ; Parrochia ecclesie Sancti Vincencii de Villaribus et vulgo de Villers en 1668 ; Saint Vincent de Villers sous Foucarmont en 1716 ; Villiers en 1648 ; Villers sous Foucarmont entre 1704 et 1738, Villers en 1715 (Frémont) ; Villers et Petit-Villers en 1757 (Cassini) ; Grand Villers au XIXe siècle ; Villers-sous-Foucarmont en 1953.
La commune se situe au sud de Foucarmont.

## Histoire
Le bourg a été desservi par la ligne de chemin de fer secondaire Amiens - Aumale - Envermeu de 1906 à 1947.

## Politique et administration
| Période                                  | Période                    | Identité                | Étiquette | Qualité      |
| ---------------------------------------- | -------------------------- | ----------------------- | --------- | ------------ |
| Les données manquantes sont à compléter. |                            |                         |           |              |
| 1908                                     |                            | Manuel Violette         |           |              |
| 1915                                     |                            | Viollette               |           |              |
| Les données manquantes sont à compléter. |                            |                         |           |              |
| mars 2001                                | mai 2020                   | Christine Crept         |           |              |
| mai 2020                                 | En cours (au 10 août 2020) | Jean-Christophe Sannier |           | Contremaître |

## Équipements et services publics

### Enseignement
En matière d'enseignement primaire, les communes de Fallencourt, Foucarmont et Villers-sous-Foucarmont sous réunies au sein d'un regroupement pédagogique. À la rentrée scolaire 2018, la commune de Dancourt est réunie aux trois communes, par décision de l'inspection académique de la Seine-Maritime.

## Population et société

### Démographie
L'évolution du nombre d'habitants est connue à travers les recensements de la population effectués dans la commune depuis 1793. Pour les communes de moins de 10 000 habitants, une enquête de recensement portant sur toute la population est réalisée tous les cinq ans, les populations de référence des années intermédiaires étant quant à elles estimées par interpolation ou extrapolation. Pour la commune, le premier recensement exhaustif entrant dans le cadre du nouveau dispositif a été réalisé en 2004.

En 2022, la commune comptait 185 habitants, en évolution de −5,13 % par rapport à 2016 (Seine-Maritime : +0,35 %, France hors Mayotte : +2,11 %).
| 1793 | 1800 | 1806 | 1821 | 1831 | 1836 | 1841 | 1846 | 1851 |
| ---- | ---- | ---- | ---- | ---- | ---- | ---- | ---- | ---- |
| 249  | 226  | 201  | 213  | 222  | 274  | 282  | 272  | 248  |

| 1856 | 1861 | 1866 | 1872 | 1876 | 1881 | 1886 | 1891 | 1896 |
| ---- | ---- | ---- | ---- | ---- | ---- | ---- | ---- | ---- |
| 243  | 212  | 228  | 236  | 246  | 187  | 169  | 200  | 201  |

| 1901 | 1906 | 1911 | 1921 | 1926 | 1931 | 1936 | 1946 | 1954 |
| ---- | ---- | ---- | ---- | ---- | ---- | ---- | ---- | ---- |
| 179  | 173  | 184  | 210  | 203  | 201  | 182  | 206  | 198  |

| 1962 | 1968 | 1975 | 1982 | 1990 | 1999 | 2004 | 2006 | 2009 |
| ---- | ---- | ---- | ---- | ---- | ---- | ---- | ---- | ---- |
| 179  | 164  | 170  | 160  | 172  | 205  | 205  | 203  | 198  |

| 2014 | 2019 | 2022 | - | - | - | - | - | - |
| ---- | ---- | ---- | - | - | - | - | - | - |
| 197  | 188  | 185  | - | - | - | - | - | - |

## Culture locale et patrimoine

### Lieux et monuments
- Chapelle non consacrée.
- Monument partiellement disparu : l'ancien château de Villers-sous-Foucarmont, vaste édifice construit en brique et pierre au XIXe siècle, fortement endommagé pendant la Seconde Guerre mondiale et reconstruit dans des proportions plus modestes.

### Personnalités liées à la commune
- Henri Louis Martin de Villers, baron de Villers, député de la Seine-Inférieure (1780-1855) ;
- Paul-Henri Cahingt (1825-1904), archéologue, collaborateur de Jean Benoît Désiré Cochet ; né à Villers-sous-Foucarmont[30].

## Pour approfondir